# Zmiiovskaia Balka
Zmiiovskaia Balka, menționată și ca Zmievskaya Balka, (în rusă Змиёвская балка, transliterat: Zmiiovskaia balka) este un loc din orașul Rostov-pe-Don (Rusia), în care 27.000 de evrei și civili sovietici au fost masacrați între anii 1942 și 1943 de către gruparea SS Einsatzgruppe D în cursul Holocaustului din Rusia⁠(d). Este considerat a fi cel mai mare loc de ucidere în masă a evreilor de pe teritoriul Rusiei în timpul celui de-al Doilea Război Mondial. Numele acestui loc înseamnă „râpa șerpilor”.

## Evenimentele din timpul războiului
În cursul Operațiunii Barbarossa (invazia germană în Uniunea Sovietică), trupele Wehrmacht-ului au ocupat orașul Rostov-pe-Don în 21 noiembrie 1941 și l-au stăpânit timp de opt zile până când Armata Roșie a reușit să-l elibereze. Trupele Wehrmacht-ului au recucerit orașul în 23 iulie 1942 și au fost însoțite de unitatea Einsatzkommando 10a, comandată de Oberführer-ul Heinrich Seetzen⁠(d). Unitățile Einsatzkommando și Geheime Feldpolizei⁠(d) au arestat inițial aproximativ 700 de persoane pe motiv că erau „partizani și funcționari de partid” sovietici și au executat aproximativ 400 dintre ei în 2 august 1942.
Deși mulți evrei fugiseră din Rostov atunci când orașul se afla sub controlul Armatei Roșii, aproximativ 2.000 de evrei au mai rămas, iar Einsatzkommando a început să-i înregistreze, cerându-le să vină la centrele de adunare în 11 august 1942. Pe parcursul a trei zile, între 11 și 13 august, bărbații evrei din Rostov au fost duși la Zmiiovskaia Balka, o râpă din afara orașului, unde au fost împușcați de membrii Einsatzkommando. Femeile, copiii și bătrânii au fost gazați în camioane, iar trupurile lor au fost îngropate în aceeași râpă.
După masacrele inițiale, unitățile SS au continuat să aducă mii de evrei pentru a fi uciși la Zmiiovskaia Balka până în februarie 1943, când cel puțin 15.000 de evrei fuseseră uciși prin împușcarea în masă.

## Comemorare
La 9 mai 1975, administrația orașului Rostov-pe-Don a construit acolo Memorialul Zmiiovskaia Balka cu scopul de a comemora crimele în masă comise de forțele germane în acea râpă. Acest monument a devenit locul ceremoniilor comemorative anuale.

## Victime notabile
- Sabina Spielrein (1885–1942), doctoriță și psihanalistă sovietică proeminentă, fostă elevă a lui Carl Gustav Jung
- Elena Șirman (1908–1942), poetă și jurnalistă evreică rusă